# Marie Myriam
Myriam Lopes Elmosnino, más conocida como Marie Myriam (8 de mayo de 1957, Kananga, República Democrática del Congo) es una cantante francesa de origen portugués. Marie Myriam vivió en Zaire (actual República Democrática del Congo) antes de regresar a Francia y desarrollar su carrera como artista.
Comenzó su carrera musical en Quebec, Canadá, con el sencillo Ma Colombe, que fue un gran éxito como debut. Por ello, la televisión francesa la seleccionó al año siguiente para representar al país galo en el Festival de la Canción de Eurovisión 1977.
Fue ganadora de esa edición del Festival, organizado en Wembley, con el tema L'oiseau et l'enfant (El pájaro y el niño), representando a Francia. Los autores de la canción fueron Jean-Paul Cara (música) y Joe Gracy (letra). La canción obtuvo el primer premio con 136 puntos y se convirtió en uno de los sencillos más vendidos de la historia en Francia, además de editarse varias versiones en distintas lenguas: francés, portugués, castellano, alemán, entre otras.
Posteriormente al Festival, desarrolló una dilatada carrera musical, y en los años 90 fundó un restaurante, L´Auberge de Marie, en el XX distrito de París. En 2007 participó en el musical King Size interpretando Le Blues de la Maman y De l'amour à revendre.
En 2005, Myriam escribió la introducción de la edición en francés del libro The Eurovision Song Contest - The Official Historia (El Festival de la Canción de Eurovisión - La Historia Oficial) de John Kennedy O'Connor.
Actualmente suele presentar el Festival europeo para los telespectadores franceses, y a día de hoy aún es la última ganadora francesa de este Festival.

## Discografía
- 1976: Ma Colombe (Single)
- 1977: L'oiseau et l'Enfant
- 1979: Un Homme Libre
- 1979: Toujours partir
- 1979: Le Cœur somnambule
- 1979: Les Visiteurs de Noël
- 1979: Chansons pour Casimir
- 1980: Los Olvidados
- 1982: Le Merveilleux Voyage de Nils Holgersson au pays des oies sauvages]] (single)
- 1982: Sentimentale
- 1985: La Plus Belle Chanson d'amour
- 1985: Vivre
- 1985: Nostalgia
- 1987: Tout est pardonné
- 1988: Dis-moi les silences
- 1988: En plein cœur
- 1989: Pour toi Arménie
- 1989: La Solitude des rois
- 1991: Album VII
- 1991: Tout Simplement Marie Myriam
- 1992: Petit Homme
- 1994: 14 plus grands succès
- 1995: Atout
- 1996: Charme
- 2007: Encore
- 2008: Tous les anges chantent (Navidad)